# Jリーグクラブライセンス制度
Jリーグクラブライセンス制度（jリーグ）は、日本プロサッカーリーグ（Jリーグ）が2013年から実施している、Jリーグのプロクラブの資格制度である。
2012年1月17日にJリーグから概要が公表され、制度の根拠となる「Jリーグクラブライセンス交付規則」を同年2月1日から運用開始した。
本項では、特記なき限りJ1リーグ (J1) およびJ2リーグ (J2) 参加要件を定めた、いわゆる「J1ライセンス」「J2ライセンス」について記すものとし、必要に応じて2014年から発足したJ3リーグ (J3) の参加要件を定めた、いわゆる「J3ライセンス」についても記す。

## 背景
「クラブライセンス制度」はドイツサッカー連盟（ドイツサッカー協会）が毎年全クラブのリーグ戦への参加資格をチェックするための基準として導入したのが始まりであり、これを元に欧州サッカー連盟（UEFA）がUEFAチャンピオンズリーグへの参加資格として2004-05シーズンにおいて導入したのを端緒としている。国際サッカー連盟 (FIFA) も2007年10月にクラブライセンス制度を承認し、2008年11月より導入したことを受け、アジアサッカー連盟 (AFC) が2009年3月に加盟国に対してAFCチャンピオンズリーグ (ACL) 参加資格としてクラブライセンス制度の導入を通達、2010年3月26日のAFC理事会において2013年シーズンからの導入を承認した
これを受けて、日本サッカー協会 (JFA) では2010年5月20日に実施された理事会にて、「クラブライセンス制度のJリーグへの権限委譲の件」が初めて協議された。当日の協議資料 によると、AFCの制度に基づき、「競技」「施設」「組織運営・人事体制」「財務」「法務」の5分野において一定の基準により審査を行い、第一審機関 (FIB) がライセンス交付の決定を行い、この決定に不服のある場合は上訴機関 (AB) を設けて審議を行うことが想定されている。FIBおよびABは構成員中一人以上の国家資格を有する弁護士及び監査人を置き、JFA及びJリーグの職員を構成員にできる一方で、構成員は同時にJFAおよびJリーグの法的組織に属することはできないとしており、JFA・Jリーグから独立した機関となることが想定されている。
Jリーグでは2011年2月25日のキックオフカンファレンスの中で大東和美Jリーグチェアマン（当時）が「Jクラブのクオリティーを高めるためには絶好の機会だと考えて、この制度を確実に実行していきます」と明言しており、Jリーグ参入条件としてクラブライセンス制度を活用する意向を表明している。また、2011年12月19日のJリーグ理事会で試合方式が正式に決定したJ1昇格プレーオフ（2012年のポストシーズンから導入）では、参加条件として「J1ライセンスが付与されていること」が明記されている ほか、同年からスタートするJ2と日本フットボールリーグ (JFL) との入れ替えに際しても、Jリーグ準会員のJ2昇格（自動昇格またはJ2・JFL入れ替え戦参加）の条件として「クラブライセンス審査を受け、J2ライセンスが付与されていること」が明記されている。
なお、Jリーグは「クラブライセンス制度は『クラブをふるいにかけるための制度』ではない」と明言しており、ライセンス制度導入によって「クラブの経営基盤を強化することにより、競技環境、観戦環境、育成環境の強化・充実を図り」、「クラブが、日本のスポーツ文化を成熟させる『社会資本』としての役割を担うこと」を目指すとしている。
ACL参加に当たってAFCがクラブライセンス制度を導入した影響は日本以外のAFC加盟の各国に及んでおり、このうち韓国では最上位リーグであるKリーグに所属している尚州尚武フェニックスについて、大韓サッカー協会 (KFA) は同クラブが兵役服務中の選手が在籍する大韓民国国軍体育部隊（尚武）のサッカー部であり、選手はクラブとプロ契約を結ぶことが出来ないことを理由に、2012年の成績に関わらず2013年以降はKリーグチャレンジ（ディビジョン2）への降格となった。
なお、上述の通りJリーグのクラブライセンス制度はAFC主催・主管大会に対する「AFCライセンス」互換ライセンスとして始まっており、J3リーグ向けには別途ローカルライセンス制度が導入されている（後述）が、2022年1月1日から従来のクラブライセンス交付規則をJ1リーグ向けに絞った「J1クラブライセンス交付規則」に改め、J2リーグ向けにはAFCライセンスとの互換性に関する条項を省いた「J2クラブライセンス交付規則」を定めた（内容については従前と大きく変化はない）。この改定は「（J1とJ2で）AFCの要求と差をつけるほうがより実態に合わせた」ためとされており、多くのJ2クラブがJ1ライセンスを取得していることから影響は軽微であると言及されている。

## 基準と審査
Jリーグでも、AFCでの5分野に相当する5分野の審査基準項目（競技、施設、人事組織、法務、財務）を設けており、項目数は全部で56項目に及ぶ。これらの項目は以下の3種類の基準に区分されている。
- A等級基準 - ライセンス交付のために無条件に必須とされる基準（44項目）
- B等級基準 - 達成しなかった場合に処分が科せられた上でライセンスが交付される基準（3項目）
- C等級基準 - 必須ではないが推奨される基準（9項目）

※以下「等級基準」は「等級」と略す
審査基準の主なものとしては以下のような項目が挙げられる。
競技基準
- アカデミーチーム (U-18 / U-15 / U-12 / U-10) を保有（クラブ直営または関連法人が運営）していること（A等級）
- 女子チームを保有していること（C等級）

施設基準
- スタジアムの入場可能人員がリーグの規定（J1は15,000人、J2は10,000人）を上回っていること（A等級）

※特にいす席を、J1で10,000席以上、J2で8,000席以上設置することを義務付ける。いずれも芝生席は入場可能人員数にカウントはしない。
- なお、2023年12月19日開催の実行委員会で一部緩和され、上記の入場可能人数の下限は原則として維持しつつ、「Jリーグ規約第34条に定める『理想のスタジアム』の要件を満たしたうえで、ホームタウンの人口などの状況や、観客席の増席の可能性（特に敷地条件）、入場収入のための施策など、特に理事会が総合的に判断した場合は、全て個別席で5000人以上収容であることで、基準を満たすものとする」とした緩和要件が設けられた。これは「地域の実情に応じた、柔軟な対応を可能とするため」としている。またスタジアムの形状についても「原則としてメインスタンドは西側に配置すること」としたものを「新設のスタジアムについては」の文言を上記の前に付与することになった。
- スタジアムの観客数1,000名あたり、洋式トイレ5台以上、男性用小便器8台以上を備えていること（B等級）
  - トイレの数については、本来の規定数を充足していなくても、「収容人員数の60％」を実態の観客動員数と見なし、これを母数とした場合に基準を満たしていれば制裁の対象外とする、通称「トイレ60%ルール」が2013シーズン申請分（2014シーズンより適用）以降に運用されている

- スタジアムに観客席の3分の1以上（B等級）または観客席すべて（C等級）を覆う屋根を備えること
- クラブが年間を通じて使用できる天然芝、ハイブリッド芝もしくは人工芝のピッチ1面・屋内トレーニング施設・クラブハウス・メディカルルームがあること（A等級）
  - J1ライセンスにおいては「専用もしくは優先的に使用できる」天然芝もしくはハイブリッド芝のピッチ1面と、隣接するクラブハウス、観覧エリアがあることが必要条件となる。

- 年間を通じてアカデミーのトレーニングに利用できる天然芝もしくは人工芝のピッチ1面・屋内トレーニング施設・クラブハウス・メディカルルームがあること（A等級）

人事体制・組織運営基準
- 指定された資格を持つ財務担当・運営担当・セキュリティ担当・広報担当・事業担当・マーケティング担当を置くこと（A等級）
- 指定された資格を持つトップチーム監督・コーチ、アカデミーダイレクター・監督・コーチ、メディカルドクター・スタッフを置くこと（A等級）
- 専任もしくは外部の顧問弁護士（リーガルアドバイザー）を置くこと（B等級）
- 指定された資格を持つテクニカルダイレクター、トップチームのGKコーチ・フィジカルコーチを置くこと（B等級）

法務基準
- 同じ競技会に出場している他クラブの経営等への関与を行わないこと（A等級）

財務基準
- 年次財務諸表（監査済み）を提出し、Jリーグの審査を受けること（A等級）。その際、3期連続の当期純損失（赤字）を計上していないこと（2012年度-2014年度の3年間以降で算定）および債務超過でないこと（2014年度から算定）が必須条件となる。
  - 2018年からはJ1・J2に関して、3期以上連続の当期純損失（赤字）を計上しても、「前年度の赤字額が純資産額を上回っていないこと」を満たせば財務基準を満たすと判断されるよう交付規則が改定され、2017年12月6日のJリーグ総会で承認された。クラブに財務体力に応じた投資を促すことなどが狙いだという。

- 移籍金や給与の未払いが生じていないこと（A等級）。

基準の具体的な内容としては、従前から設けられていたJリーグへの参加基準を概ね踏襲した上で、AFC基準を加味したものになっている。なお、財務に関する一部の基準は、AFCのルールにない日本独自の基準が用いられているという。
A等級を満たせない場合はライセンスが交付されず、その場合は下位リーグであるJ3リーグ、日本フットボールリーグ (JFL) 、あるいは地域リーグへ降格となる可能性もある。B等級を満たさなかった場合の処分としては、「戒告」「無観客試合」などが想定されている。ただしライセンス交付への影響（資格没収など）はない。
また、リーグ戦安定開催融資制度（旧「公式試合安定開催基金」）によりJリーグから融資を受けたクラブについては、勝ち点を10減ずる制裁措置が執られることとなっている。その一方で、それまでに受けた公式試合安定開催基金の債務がある場合には、債務を完済しない限りJ1ライセンスを交付できなかったものとみなされることになっている（J1昇格プレーオフ#参加チームも参照のこと）。
審査は2012年以降毎年行われ、6月末の申請締め切り後、Jリーグが任命する弁護士、公認会計士らで構成する審査機関がライセンスの交付、不交付を9月までに判定することになっている。AFCの制度に順じ、ライセンスの審査機関には第一審機関と上訴機関があり、第一審での判定に不服があるクラブは、上訴して再審査を受けることができる。
なお、施設基準については、2018年11月20日付の運用細則改定において、現状のスタジアム・練習施設が基準を満たしていなくても、以下の要件のいずれかを満たす場合には、施設基準を満たしていると見なす特例が設けられ、同年12月12日のJリーグ理事会で承認された。
1. 要件を満たすための工事が着工されており、かつ申請から4年目のシーズンの開幕までにに竣工し、工事期間中も試合開催に支障をきたさないと合理的に認められる場合
2. Jリーグ規約第30条第1項に該当する『理想のスタジアム』（スタジアム基準を充足した上で、アクセス性に優れ、すべての観客席が屋根で覆われ、複数のビジネスラウンジやスカイボックス、大容量高速通信設備を備えた、フットボールスタジアム）を5年間の猶予期間内に整備することを申請書に記載した場合。
  - この場合、昇格後3年以内に場所・予算・整備内容を備えた具体的なスタジアム整備計画を提出することを必須とする。
  - 猶予期間内に工事に着手した場合、要件1の適用によりさらに3年間の実質的な猶予期間を得ることも出来る[19][20]。
2022年末現在特例が適用されているクラブは以下の通り。

- 施設基準特例規定1適用
- 施設基準特例規定2適用

| クラブ名             | ライセンス | 適用年（特例2は昇格年） | 具体的なスタジアム整備計画提出期限 | スタジアム完成期限    |
| -------------------- | ---------- | ----------------------- | ---------------------------------- | --------------------- |
| SC相模原             | J2         | 2021年～                | 2023年6月                          | 2026-27シーズン開幕時 |
| いわてグルージャ盛岡 | J2         | 2022年～                | 2024年6月                          | 2027-28シーズン開幕時 |
| 藤枝MYFC             | J2         | 2022年～                |                                    | 2025年シーズン開幕時  |
| いわきFC             | J2         | 2023年～                | 2025年6月                          | 2028-29シーズン開幕時 |

なおこの他岩手、秋田、水戸、鹿児島、琉球がJ1ライセンスを、八戸、福島、今治がJ2ライセンスをこの特例規定により取得しているがそれぞれ昇格していないため猶予期間のカウントは進んでいない。

## 導入前後の動き

### 事前報道
Jリーグに導入されるクラブライセンス制度に関しては、公式発表前から予定されている基準についての複数の報道があった。
2011年1月1日付けの読売新聞は、24面で「J1 3年連続赤字で降格へ 13年から」の見出しで、審査においては「育成年代の整備」「競技場整備」「財務・法務」を三本柱とする、として具体的に、
- 育成年代の整備については、U-18・U-15・U-12の各年代で、大会に出場できるレベルのチームを持つことを求める。
- 固定の練習場を確保を義務づける。
- 財務面に関しては選手補強などに伴う単年度赤字は容認する一方で、3年連続で赤字を出したクラブはJ1からJ2に降格させる方向で調整中。
- J1の基準はJ2の基準よりも厳しくする予定

と報じた。
2011年5月29日付けの愛媛新聞は、「解く追う：愛媛FCのクラブライセンス対応」の見出しで、Jリーグ関係者へのインタビューなどにより、予定されるクラブライセンス制度の具体的な部分について言及しており、Jリーグスタジアムプロジェクトマネージャーの話として、愛媛FCのホームスタジアムであるニンジニアスタジアムについて「“（2017年に予定されている）第72回国民体育大会に向けた改修が実施されれば”J2では問題なし」「アクセス面（交通機関、駐車場等）の問題でJ1昇格には大きな支障がでる」、Jリーグ管理統括本部長の話として「今後は計画段階での参入は認められなくなる。施設面でも万全の準備が必要」と報じ、スタジアム整備については具体的にその整備が実施されることがリーグ参入条件となることを示唆した。
2011年5月31日付けの日本経済新聞は、37面で「Jリーグ ライセンス制13年導入 クラブ経営、厳しく審査 3年連続赤字で剥奪」との見出しで、クラブライセンス制度の詳細について報じており、実際に導入された制度とほぼ同じ内容を報じている。この中で、Jリーグへのクラブライセンス導入は、ACL参加要件確保の他、2009年の大分トリニータのような、クラブにおける重度の経営危機を防ぐのを目的とする、と報じた。

### 各クラブの動向
これらの事前報道、並びに制度の導入スケジュールを踏まえ、Jリーグ所属の各クラブでは特に2011年シーズン終了後からライセンス条件を満たすための基盤整備（設備面の強化、財務体質の改善など）を加速させた。
設備面（ホームスタジアム,練習場）の強化・見直し
- 柏 - 2011年シーズンオフに日立柏サッカー場の西側ゴール裏スタンドを増築し、既存座席も改修することで、立見席込みの15,900人収容からJ1ライセンス基準を満たす15,349人収容（座席数のみ）を確保する改修工事を実施。
- C大阪 - 長居球技場（キンチョウスタジアム）のACL開催基準充足に向けて、大阪サッカークラブ（C大阪の運営会社）が大阪市の承認を経て2011年から2014年にアウェーゴール裏の座席化、ホームゴール裏席立ち見席及びバックスタンド座席の増築、トイレの拡充などの改修工事を実施。
- 北九州 - 北九州市立本城陸上競技場が収容人員等でJ1基準を満たしていないため、2012年シーズンでJ1昇格プレーオフ圏内となる6位以内となった場合に、本城陸上競技場に仮設スタンドを建てて暫定的に収容人員条件を満たした上で、北九州市が小倉北区に計画を進めている北九州スタジアム（ミクニワールドスタジアム北九州）の具体的計画と合わせて特認を求める意向を表明。ただし、Jリーグはこれに否定的な見解を示している。（最終的に、新スタジアム完成が2017年2月の予定となることを受け、2017年度(2016年のライセンス審査)にて初めてJ1ライセンスが交付された。後述）
- 札幌 - 2012年シーズンのホームゲームを札幌ドームおよび札幌厚別公園競技場に集約した。これまでホームゲームを行ってきた室蘭市入江運動公園陸上競技場と函館市千代台公園陸上競技場がJ1のスタジアム基準を満たさないためと報じられている。また、厚別もJリーグライセンスの基準を満たさない要件があることから、厚別での開催を減らし、札幌ドームに集約させる傾向にあるという（実際、2014年度の日程表には「厚別はJリーグの基準を満たしていないため、特例での開催である」ことをホームページに記載していた。その後2015年度から厚別の本拠地登録は抹消され、同クラブに課されていた制裁は解除されているが、地方開催と同じ扱いで年数試合の開催は継続されている）。
- 磐田 - 2012年シーズン終了後から2013年夏にかけてヤマハスタジアムの南側ゴール裏スタンドを増築し、既存座席の大半を椅子席に改めることで15,165人に収容人数を確保。
- 岡山 - これまでは3箇所の練習場を転々としており、J1ライセンスのA基準とされた「クラブが年間を通じて使用できる天然芝もしくは人工芝のピッチ1面」と「クラブハウスの設置」が存在しなかったことから、岡山県サッカー協会とサポーター有志が中心となる「ファジアーノ岡山の専用練習場整備を推進する会」が2010年7月29日に発足。7月30日から10月31日までの3ヶ月間で23万人分を超える署名を集めた 後、専用練習場を整備を求める要望書と署名を岡山市に提出。翌2011年に同市は東区に天然芝2面・人工芝1面のグラウンドとクラブハウスを備えたサッカー場を整備する事を決定し、2013年からは政田サッカー場を専用練習場としている。その一方でホームスタジアムのJFE晴れの国スタジアムは収容人員・スタンドの屋根の敷設などの基準を満たしていない事からクラブとサポーター側は岡山県に新スタジアムの建設を求めていて、2025年6月から9月末まで新スタジアム建設に向けた署名活動を行いその後集まった署名と要望書を同県に提出する予定。
- 群馬 - 群馬県立敷島公園県営陸上競技場（正田醤油スタジアム群馬）を2012年から2014年春にかけて改修。メインスタンドの個別席化やサイドスタンド芝生席の立ち見席化により収容人員を15,700人に拡張、あわせて大型映像装置の更新やトイレの増設によりJ1基準を充足。また、J1ライセンスのA基準とされた「クラブが年間を通じて使用できる天然芝もしくは人工芝のピッチ1面」と「クラブハウスの設置」が充足しなかったことから、前橋市が2017年に前橋市下増田運動場にクラブハウスを新設し、クラブに優先利用させる契約を結んでいる。
- 鳥栖 - 鳥栖スタジアム（ベストアメニティスタジアム）について、2013年度から3年計画でトイレの増設や照明装置・大型映像装置の更新、芝の張り替えなどの改修工事を実施。また、鳥栖市の支援により市有の北部グラウンドを天然芝のピッチを増やして専用練習場とし、2013年にミーティングルームなどを備えたクラブハウスを整備。
- 水戸 - 水戸市立競技場（ケーズデンキスタジアム水戸）が東日本大震災の影響により復旧作業を優先させたことからJ1基準への改修のめどが立たず、2009年度まで本拠地としていた笠松運動公園陸上競技場（那珂市、22,002人収容）への“復帰”を視野に入れて検討するとしていた が、2013年に水戸市は当初2018年完成を目処としていた日本陸連公認1種競技場資格取得に向けた改修を、陸連の資格更新時期に合わせて2016年までに繰り上げることにし、これに併せてJ1開催規格である15,000人以上収容の増築を行う計画とした。ただし、スタンド用地の取得が難航していることから、結果的に日本陸連資格取得のための改修を優先した上で、当面J1ライセンス取得に向けては笠松運動公園陸上競技場をホームとして申請した上で、2024年度を目処にケーズデンキスタジアム水戸のサイドスタンド（芝生席）を立ち見席に改修することで15000人収容を確保する方針を示している。
- 京都 - 建設構想中の京都スタジアム（亀岡市）への本拠地移転計画とは別に、現ホームスタジアムの京都市西京極総合運動公園陸上競技場兼球技場において大型映像装置の設置（更新）やトイレ、スタンド屋根、照明装置などの改修更新を2015年度から3か年計画で実施予定（電光板の改修は2015年に実施）。
- 清水 - 静岡市清水日本平運動公園球技場（IAIスタジアム日本平）が屋根がメインスタンド中央部とバックスタンドの一部のみ、トイレの数が不足しているなどライセンス基準を一部満たしていない ことを踏まえ、静岡市に対してIAIスタジアム日本平とは別にライセンス適合の新スタジアムを建設するよう要望している。
- 栃木 - 栃木県グリーンスタジアムが屋根のカバー率と洋便器の数が不足しているなどライセンス基準を一部満たしていないものの、クラブライセンス導入前の2009年から2012年にかけて総工費15億5500万円で改修工事を実施済みであったことから、栃木県の「総合スポーツゾーン構想」において東武鉄道西川田駅周辺（宇都宮競馬場跡地など）で建設が計画された陸上競技場への本拠地移転を視野に入れた検討を行い、2023年シーズン以降は完成したカンセキスタジアムとちぎを登録上のホームスタジアムとしている。
- 甲府 - これまで15箇所の練習場を転々としており、A基準とされた「クラブが年間を通じて使用できる天然芝もしくは人工芝のピッチ1面」を満たさない恐れがあることから2010年に山梨大学と連携で山梨大学医学部グラウンドを整備 し、同時に練習場を7箇所まで減らしたことで基準をクリアした。さらに「クラブハウスの設置」が2015年よりJ1クラブライセンスのA基準になることから韮崎市と連携で2013年に韮崎中央公園芝生広場にクラブハウスを整備 するなどし、条件に対応している（ヴァンフォーレ甲府の練習場も参照）。さらに小瀬スポーツ公園陸上競技場（山梨中銀スタジアム）のライセンス充足不足に対応するため、ライセンスに対応した総合球技場の建設を陳情している。
- 山口 - J1ライセンスのA基準とされた「クラブが年間を通じて使用できる天然芝もしくは人工芝のピッチ1面」と「クラブハウスの設置」が存在しなかったことから、2017年から山口県立おのだサッカー交流公園の天然芝グラウンドを優先練習場とすると共に、同公園内に山陽小野田市がクラブハウスを建設する。また、ホームスタジアムの維新百年記念公園陸上競技場に一部ライセンス基準を満たさない項目があることから、2015年から2017年にかけて「芝生の常緑化」「常設記者席の設置」「客席数の増加」を実施している。
- 秋田 - ホームスタジアムである秋田市八橋運動公園球技場（あきぎんスタジアム）がJ2ライセンス基準を満たせないことから、隣接する秋田市八橋運動公園陸上競技場（ソユースタジアム）に照明・大型映像装置・ドーピング検査室等を新設してJ2基準を充足させた上で、将来的な新スタジアム建設の検討を始めている（ブラウブリッツ秋田#新スタジアムの検討参照）。
- 讃岐 - 数箇所の練習場を転々としており、J1ライセンスのA基準とされた「クラブが年間を通じて使用できる天然芝もしくは人工芝のピッチ1面」と「クラブハウスの設置」が存在しなかったが、三豊市が同市山本町・財田町の宝山湖公園にクラブ練習場を誘致することを2021年3月8日の市議会に提案し、同年3月30日にクラブと三豊市で練習場に関する覚書を締結。同年12月21日にクラブハウスとグラウンドの整備に関する協定を締結した事から、三豊市が「宝山湖ボールパーク構想」の名称で宝山湖公園芝生広場を改修かつ天然芝2面・人工芝1面のピッチと多目的広場及びクラブハウスを新設し、2023年秋から天然芝グラウンド1面の優先使用権を得て正式な練習拠点としている。またこれとは別に高松市松並町の高松市立鶴尾中学校跡地を借り上げて、一部をクラブオフィス・ミーティングルーム・トレーニングルームとして使用している（カマタマーレ讃岐#練習場参照）。

財務体質の改善
- 広島 - 20億円を超える累積債務を解消するため、資本金21億円を99%取り崩した上で債務償還に充て、新たに第三者割当増資により2億円増資する措置を実施。
- 水戸 - ホームタウンの水戸市から新たに500万円の出資を受け、資本金増強に充てることを表明。
- 松本 - ホームタウンの松本市がクラブからの要望により出資金の倍増を行う とともに、隣接する塩尻市・東筑摩郡山形村・安曇野市 もクラブからの要望に応えて新たに出資金を拠出し、2市1村を新たにホームタウンに加えている。
- 岐阜 - 過去5期中4期が赤字決算で債務超過額が増大していること、2012シーズンも資金繰りが厳しいことを踏まえ、クラブライセンス制度を見据えて、Jリーグより『予算管理団体』の指定を受けたことを発表した。Jリーグからの融資は受けないものの、Jリーグから経営改善指導を受け、財務改善を目指すとしている。その後、岐阜出身でJトラスト社長の藤澤信義がクラブ支援に乗り出し、2013年に藤澤が岐阜の第三者割当増資を引き受けたことで債務超過を解消。
- 鳥栖 - 勝利給の増加等に伴い2014年2月期決算で2億0736万円の債務超過に陥ったことから、同年7月に3億5000万円の増資（既存株主への均等割当）を実施して債務超過を解消。
- 横浜FM - 2013年度末時点で6億7700万円の債務超過に陥っていたことを踏まえ、親会社である日産自動車からの広告宣伝費名義での拠出を含めた10億円の特別利益を計上した 上で、日産自動車がマンチェスター・シティFC（プレミアリーグ）の持株会社であるシティ・フットボール・グループ (CFG) と「グローバルサッカーパートナーシップ」を締結 し、CFGがF・マリノスの少数株主となることでチーム作りや経営基盤の強化を目指すとしている。
- 福岡 - 2013年10月に経営危機が報道で発覚。当初の2013年度予算は営業収入約9億6000万円で組んでいたが、9月末で実際には1億4000万円少ない8億2000万円にとどまった。運営法人はJリーグ基金による融資を利用し、勝ち点の減点を覚悟していたとしている。2014年は単年度黒字は計上できる見込みだが、債務超過のめどが立たず、2015年度のライセンス発行ができない恐れがあったが、第三者割当増資によりシステムソフトから1億円の出資を受けることになった。

これらの一方で、2011年シーズンオフにはオズワルド・オリヴェイラ（鹿島アントラーズ）、西野朗（ガンバ大阪）、レヴィー・クルピ（セレッソ大阪）、ミハイロ・ペトロヴィッチ（サンフレッチェ広島）といった、クラブで長期にわたって実績を積んだ監督の退任が相次いでいるが、これについてもクラブライセンス制度を見据えた人件費削減の一環ではないかとの報道もある。
また、鳥取は2015年1月期の最終決算で約9500万円の赤字となった上で純資産が1700万円の債務超過状態であることを公表し、6月の申請時までに債務超過を解消するめどが立たないとして2016年度のJ2ライセンス申請を見送ることを発表した。2015年度決算でも債務超過ないしは3期連続赤字となった場合にはJ3ライセンス喪失の可能性もあるが、これについては2015年4月28日制定の「J3リーグクラブライセンス交付規則」（後述）により一定の“救済措置”がとられることになる。

## 審査スケジュール
JFAの2010年5月20日の理事会資料 によれば、AFCではACL2013出場のためのクラブライセンスについて以下のようなスケジュールを想定していたという。
- 2012年1月31日 - 国内各クラブへの申請フォーマット配布
- 2012年1月31日-6月30日 - 各クラブ申請期間
- 2012年7月1日-11月30日 - 審査及び上訴可能期間
- 2012年11月30日 - 各国協会からAFCへのライセンス交付決定連絡

日本国内のライセンスについてもおおむねこのスケジュールに沿っており、2012年（2013年シーズンに向けたライセンス）については以下のスケジュールで審査が行われた。2013年についてもほぼ同様のスケジュールで審査が行われている。
- 2月1日 - Jリーグクラブライセンス制度施行、ライセンス申請予定クラブに対し、申請書類等配付
- 2月29日 - 全クラブより、2012年度予算・2011年度決算見通し提出
- 3月31日-6月30日 - 全クラブより、2011年度決算にかかる申告書類一式の提出（クラブ決算日より90日以内に提出。クラブごとに決算日が異なる）
- 4月20日 - Jリーグ所属40クラブより、育成組織に関する資料の提出
- 6月29日 - 準加盟クラブ（讃岐・長崎）より、育成組織に関する資料の提出、42クラブがライセンス申請書類をすべて提出[77]
- 5月25日-8月3日 - 申請42クラブ中25クラブに対し、クラブライセンス事務局によるヒアリング調査を実施。指摘事項等の洗い出しを行う。
  - 残り17クラブは書類審査の結果、特に大きな問題はないと判断されたが、今後2年の間に1度はヒアリングを実施する予定。
- 8月20日 - 一部のクラブに対し、クラブライセンス交付第一審機関 (FIB) が直接ヒアリング調査を実施。
- 9月5日-21日 - FIBによる判定。FIBの10名が「3名×3班＋総議長1名」の構成となり、各班14クラブずつを2日間で判定。
- 9月26日 - FIB全員による判定の最終確認、全クラブに判定を内示しクラブライセンス上訴機関 (AB) に報告。
- 9月28日 - FIBによるライセンス判定・結果発表を行い、全理事に判定内容を報告。

AFCのスケジュールと異なり、J1昇格プレーオフのスケジュールとの兼ね合いからライセンス交付の判定は9月末とされている。

## J3ライセンス
2014年度に発足したJ3リーグでは、新規にJ3加盟を目指すクラブに対して、参入要件を判断するための「J3ライセンス」を発行する方針であることが事前に伝えられていた。これはJ3参加のための最低基準を示したものであって、規定項目自体はクラブライセンス制度に準じつつも要件は大幅に緩和されたものとなり、ACL開催基準との互換性はない。このことから、ACL開催基準を基にクラブのリーグ参加資格を厳格に定めたJ1・J2向けのクラブライセンス制度とは連動しない、独自の「ローカルライセンス」となっている。
具体的には以下のような規定が定められている。
競技基準
- クラブ直営、または関連法人が運営する18歳以下の育成組織を保有する（必ずしもU-18、U-15、U-12の全部がそろわなくてもよいが、最低でも1つ以上は保有すること）。ただし、競技基準第3号「選手の医療面でのケア（メディカルチェック）」に定めるチームについては、当該の年齢を対象としたサッカースクール、もしくはクリニックでの代替も認めることができる。
- プロ契約は3人以上保有する。
- トップチームの監督はJFA 公認S級コーチ取得者であること。

施設基準
- ホームスタジアムの収容人員は原則として座席（椅子）で5000人以上とする。ただし、メインスタンドは必ず座席であること。芝生席についてはJリーグが安全性について審査を行い問題がないと判断した場合は座席と同じ扱いとみなすことができるとしている（J1・J2のスタジアム基準では芝生席は定員にカウントされない）。
- 照明設備・常緑を保てる天然芝は参加時点では必須ではないが、照明設備についてはピッチのいずれの箇所においても1500ルクス以上の照度を持つものを設置することが望ましい（いずれも将来的にJ2ライセンス以上の基準へ向けた改修・整備、あるいはJ2ライセンス以上に適合するスタジアムを別箇所へ移転・新設するなどにより確保する方向であることが前提）。
  - その後規約が一部改正され、照明については「2022年6月までに必ず具備」、天然芝の常緑化と埋め込み式ゴールの採用、諸室への空調導入については「2018年6月までに必ず具備」の要件が追加されている。

財務基準
- 運営法人については、現在の株式会社、公益法人（社団法人・財団法人。公益・一般の種別を問わない）に加え、特定非営利活動法人（NPO法人）の参加も認める。
- 年次財務諸表を提出し、Jリーグの審査を受けること。その際、債務超過、または3期連続の当期純損失（赤字）を計上していないこと。

2015年4月28日、J3リーグの参加資格を明文化した「J3リーグクラブライセンス交付規則」 を理事会で承認した。基本的なルールは上記記載事項を踏襲しており、財務面で3期連続赤字、ないしは債務超過である場合はライセンス交付・発行を認めないことを原則とする一方で、財務面において参加基準を満たせなくなった場合でもJリーグが改善の見込みがあると認めた場合は理事会の承認を経てJ3ライセンスを発給しJ3リーグに参加できるようにする（ただし勝ち点を最大で10減ずる）点が大きな変更点となっている。この“救済措置”導入について、Jリーグ常務理事（当時）の大河正明は「債務超過なら退会ではなく、立ち直るためのルールも必要と考えた」「Jクラブのセーフティーネットとして（J3を）活用する趣旨も含めた」 と説明している。

## 各年度の審査結果

### 凡例
- 2013年（2014年度ライセンス）以後、「」が付いたクラブは前年より上位の当該ライセンスを交付されたクラブ
- 2015年（2016年度ライセンス）以後、「」が付いたクラブは前年の上位ライセンスを喪失したクラブ
- 2019年（2020年度ライセンス）以後、「†」が付いたクラブは、上記の例外規定による特例で当該のライセンスを取得したクラブ

### 2012年
2012年に申請を行ったのはJ1・J2所属全40クラブとJリーグ準加盟クラブのカマタマーレ讃岐・V・ファーレン長崎（ともにJFL）の計42クラブで、2012年7月23日にJリーグ準加盟承認を受けたAC長野パルセイロ (JFL) は2013年のクラブライセンス申請を行わず、JFLの成績によらず2013年からのJリーグ加盟（J2昇格）がないことが確定している。また、同じく準加盟のS.C.相模原（関東サッカーリーグ1部）も申請を見送っている。
2012年9月28日、Jリーグは2013シーズンのクラブライセンスについて、クラブライセンス交付第一審機関 (FIB) による審査結果を発表した。申請を行った42クラブのうち、後で申請を取り下げた準会員のカマタマーレ讃岐（詳細後述）を除く41クラブについて、以下のライセンスのいずれかが交付されることになり、申請を却下された（ライセンスが交付されなかった）クラブはいなかった。
- J1ライセンス（33クラブ） - 札幌、仙台、山形、鹿島、栃木、浦和、大宮、千葉、柏、FC東京、東京V、川崎、横浜FM、横浜FC、湘南、甲府、松本、新潟、富山、清水、磐田、名古屋、京都、G大阪、C大阪、神戸、岡山、広島、徳島、福岡、鳥栖、大分、熊本
- J2ライセンス（8クラブ） - 水戸、草津、町田、岐阜、鳥取、愛媛、北九州、長崎

このうち、大分（J1ライセンス）については「公式試合安定開催基金からの融資の完済」、長崎（J2ライセンス）については「J2入会審査への合格」を条件とした「条件付き交付」となっている。
また、B基準を満たしていないクラブが36クラブあり、これらについては制裁措置として「文書の提出」を求めることになった 他、18クラブに対し経営上の指導を受けた。（内訳：「是正通達と個別通知」同時=4、「是正通達」のみ=5、「個別通知」のみ=9）
J1ライセンスが認定されなかった8クラブについて、個別の認定基準（J1ライセンスを満たさなかった内容）についてはJリーグ側からは明確にされていないが、Jリーグは「ライセンス判定の前提」として「ライセンス申請書類の提出締切日の状態が判定基準となる」「6月29日時点でホームスタジアムが建設中または改修中であるクラブには来シーズンの開幕までにスタジアムが供用開始できることを確認」等の要件を示しており、また複数のクラブ がクラブライセンス決定のニュースリリースでスタジアムの問題について触れており、2013年シーズン開幕時点でスタジアムがJ1基準を満たすことができないことが認定の基準の一つとなっていることが示唆されている。
なお、讃岐は6月29日の時点で一旦はクラブライセンス申請を行っていたが、「資金面、選手育成面、入場者数など総合的に考慮した結果」として、「現在の運営状態ではJリーグに昇格しても戦う力は備わっていない」と判断し、自らクラブライセンス申請を取り下げており、2013年シーズンからのJリーグ加盟（J2昇格）が不可能になった。今後については、改めて2014年シーズンからのJリーグ加盟に向けて必要な環境を積極的に整えたいとしている。

### 2013年

#### 2014シーズンJ1・J2ライセンス
2013年9月30日、Jリーグは2014シーズンのクラブライセンスについて、クラブライセンス交付第一審機関 (FIB) による審査結果を発表した。申請を行ったのは前年ライセンスを交付された41クラブと準会員のカマタマーレ讃岐・ツエーゲン金沢の43クラブで、すべてのクラブに以下のライセンスが交付され、申請を却下された（ライセンスが交付されなかった）クラブはいなかった。
- J1ライセンス（36クラブ） - 札幌、仙台、山形、鹿島、栃木、群馬、浦和、大宮、千葉、柏、FC東京、東京V、川崎、横浜FM、横浜FC、湘南、甲府、松本、新潟、富山、清水、磐田、名古屋、京都、G大阪、C大阪、神戸、岡山、広島、徳島、愛媛、福岡、鳥栖、長崎、大分、熊本
- J2ライセンス（7クラブ） - 水戸、町田、金沢、岐阜、鳥取、讃岐、北九州

このうち、準会員の町田・讃岐・金沢は「J2入会審査への合格」を条件とした「条件付き交付」となっている（前年の長崎と同様）。また讃岐は成績面の案件（JFL2位以内）のほか、財政面での審査も厳正に実施し、「2013年度末までに十分な純資産を残すこと」「2014年度予算が十分な合理性の下で編成され、シーズンを安定して運営できるものと評価されるようにすること」をJリーグに申し出ることもJ2加盟の条件となっている。
B基準を満たしていないクラブは計30と前回比6減で、規定に基づく制裁措置として改善に向けた「文書の提出」を求めることになった。またFIBから現状の是正・指導を受けることになったクラブは合わせて17に上った。このうち「債務超過」又は「3期連続赤字」となった12クラブ（札幌・栃木・群馬・横浜FM・富山・名古屋・岐阜・神戸・北九州・熊本・大分・讃岐）に対しては、財務上の問題を解決するための計画を策定し（クラブによってはJリーグからの指導を受け）、その計画を実行に移すよう是正通達が行われている。

#### 2014シーズンJ3ライセンス
J3加盟を目指し、2013年9月までに準加盟が承認された16クラブのうち、J2ライセンスを申請した3クラブ（町田・讃岐・金沢）を除く13クラブに対してJ3ライセンスの条件を充足しているかについての調査が行われ、まず10月15日にJFLに在籍する7クラブに対して、続いて11月19日に地域リーグに所属する3クラブに対して、それぞれJ3ライセンスを承認した。
- JFL所属（7クラブ） - 秋田、福島、相模原、YS横浜、長野、藤枝、琉球
- 地域リーグ所属（3クラブ） - 盛岡、沼津、山口
地域リーグ所属の3クラブについての審査を1ヶ月ずらした理由について、Jリーグは「『地域リーグからの飛び級（JFLを経ないで入会）』でJリーグに入会することとなるため」「J3ライセンスに定める人員（クラブスタッフ、チームスタッフ等）の充足を裏付ける、来期の収入の実現可能性を精査する」ことを主たる理由に掲げている[94]。

なお、ヴァンラーレ八戸、tonan前橋、奈良クラブの何れも地域リーグの3クラブ（八戸は当時）については、J3ライセンスに適合したスタジアムの案件を満たしていないとして2014年度のライセンス交付が見送られている。

### 2014年

#### 2015シーズンJ1・J2ライセンス
2014年9月29日、Jリーグは2015シーズンのクラブライセンスのうち、J1・J2のライセンスについて、クラブライセンス交付第一審機関 (FIB) による審査結果を発表した。
J1・J2ライセンスの交付を行ったのはJ3の4クラブを含む44クラブで、このうち、J3のガイナーレ鳥取は2014年10月31日までにJリーグが提示した条件を満たした場合に発効する「停止条件付きJ2ライセンス」となり、10月29日に全ての停止条件を充足したことで停止条件が解除された。最終的に全てのクラブにライセンスが交付された。
- J1ライセンス（37クラブ） - 札幌、仙台、山形、鹿島、栃木、群馬、浦和、大宮、千葉、柏、FC東京、東京V、川崎、横浜FM、横浜FC、湘南、甲府、松本、新潟、富山、清水、磐田、名古屋、京都、G大阪、C大阪、神戸、岡山、広島、讃岐、徳島、愛媛、福岡、鳥栖、長崎、大分、熊本
- J2ライセンス（7クラブ） - 水戸、町田、長野、金沢、岐阜、鳥取（停止条件付き）、北九州

なお、ホームスタジアムのトイレの数および屋根のカバー率に関するB等級基準を満たしていないクラブが34クラブあるが、このうち10クラブは「60%ルール」、または「スタジアム新設ルール」の制裁基準 に基づいて制裁対象外、他14クラブは制裁対象（書類提出他）となった。
- 制裁対象クラブ
  - トイレ数不足 - 岐阜、C大阪[注 13]
  - 屋根のカバー率不足 - 栃木、群馬、大宮、柏、町田、湘南、甲府、富山、磐田、徳島、愛媛
  - トイレ数・屋根のカバー率不足 - 山形、横浜FM[注 14]、横浜FC[注 14]、松本、金沢、清水、名古屋[注 15]、鳥取、岡山、広島、讃岐

経営事項については、東京V、鳥取、福岡、長崎の4クラブがクラブ運営上の是正通達を受けた。
また、練習所の確保が2015年6月のライセンス申請時までに確保できない場合、2016年度はJ2ライセンス判定とすると予告されたクラブが9クラブ（栃木、群馬、讃岐、長崎、松本、愛媛、町田、金沢、岐阜）あった。

#### 2015シーズンJ3ライセンス
J3ライセンスについてはJ3所属7クラブとJリーグ百年構想クラブ3クラブから申請があり、10月20日に審査結果が発表された。9クラブについてJ3ライセンス交付もしくはJ3ライセンス基準に合格となった が、八戸についてはJ3スタジアム基準を満たしていない として、ライセンス不合格となった。
- J3ライセンス交付（7クラブ） - 盛岡、秋田、福島、YS横浜、相模原、藤枝、琉球
- J3ライセンス基準に合格（2クラブ） - 沼津、山口
- ライセンス不交付（1クラブ） - 八戸
  - 沼津と山口については、この後「J3入会審査」の承認を受け、「JFLの年間順位が4位以内かつ百年構想クラブ上位2チーム」の成績要件を満たした場合J3参入となる。ただしライセンス審査結果発表の時点でJ3参入のための成績要件を満たす可能性があったのは山口のみであり[100]、後に山口は成績要件を満たしたことによりJ3ライセンスが交付された。

なお、J3参入要件としてJFLの成績要件を示している（すなわちJFLより下位のリーグからの“飛び級”を想定していない）こともあり、地域リーグ所属のtonan前橋、奈良クラブはJ3ライセンス申請を行っていない。また2014年途中で百年構想クラブに認定されたJFLの栃木ウーヴァFCについてもJ3ライセンス申請を見送っている。

### 2015年

#### 2016シーズンJ1・J2ライセンス
2015年9月29日、Jリーグは2015シーズンのクラブライセンスのうち、J1・J2のライセンスについて、クラブライセンス交付第一審機関（FIB）による審査結果を発表した。J1・J2ライセンスの申請を行ったのはJ3の4クラブを含む44クラブとクラブ数は同じであるが、J3のレノファ山口FCが新たに申請した一方で、前年J2ライセンスを取得していたJ3のガイナーレ鳥取は2015年度決算で債務超過となったことから4月24日の時点でライセンス申請を断念している。
申請した44クラブすべてにライセンスが交付され、申請を却下された（ライセンスが交付されなかった）クラブはなかった。ただし、前年の予告通り2016年度の審査からJ1ライセンス取得条件に「トレーニング施設に天然芝のピッチを1面以上」「条件を満たしたクラブハウスの保持」などが新たに追加され、これを満たすことができなかった2クラブが前年度のJ1ライセンスを喪失しJ2ライセンスにとどまった。また、G大阪・岐阜・山口についてはホームスタジアムの新設工事・改修工事が、栃木・横浜FM・松本・金沢・岐阜についてはトレーニング施設が2016年シーズン前に完成しなかった場合は「ライセンスが取消されるか、制裁が科される可能性がある」との付帯条件がついている。
- J1ライセンス（37クラブ） - 札幌、仙台、山形、鹿島、栃木、浦和、大宮、千葉、柏、FC東京、東京V、川崎、横浜FM、横浜FC、湘南、甲府、松本、新潟、富山、金沢、清水、磐田、名古屋、岐阜、京都、G大阪、C大阪、神戸、岡山、広島、徳島、愛媛、福岡、鳥栖、長崎、熊本、大分
- J2ライセンス（7クラブ） - 水戸、群馬、町田、長野、山口、讃岐、北九州

なお、ホームスタジアムのトイレの数および屋根のカバー率に関するB等級基準を満たしていないクラブが33クラブあるが、このうち12クラブは「60%ルール」、または「スタジアム新設ルール」の制裁基準 に基づいて制裁対象外、他21クラブは制裁対象（書類提出他）となった。
- 制裁対象クラブ
  - トイレ数不足 - C大阪[注 13]
  - 屋根のカバー率不足 - 栃木、群馬、大宮、柏、町田、横浜FC[注 14]、湘南、甲府、松本、富山、磐田、徳島、愛媛
  - トイレ数・屋根のカバー率不足 - 山形、金沢、清水、名古屋[注 15]、岡山、広島、讃岐

経営事項については、2期連続赤字となった鳥栖に対して「判定に付帯する経営上の是正通達」を行ったほか、札幌、横浜FC、湘南、山口、愛媛の5クラブに対してはJリーグが予算進捗・編成等につき随時ヒアリングを行うとしている。

#### 2016シーズンJ3ライセンス
全体のJ3ライセンス審査結果公表を前に、Jリーグは2015年9月24日に「J3入会を希望するクラブ」に対するJ3ライセンス申請の審査結果 を公表した。3クラブがJ3ライセンス交付判定となったが、八戸についてはJ3スタジアム基準を満たしていないとして、ライセンス不交付の判定となった。
2015年10月13日にはJ3リーグ参戦中のクラブに対するJ3ライセンス申請の審査結果 が公表され、J2以上のライセンスを取得した4クラブを除く8クラブのうち、「財務の状況をより精緻に確認する必要がある」として次回（11月）の理事会まで継続審議となった琉球を除く7クラブにJ3ライセンス交付判定が行われた。その後11月の理事会で琉球に対するJ3ライセンス交付が承認された。
- J3ライセンス（11クラブ） - 盛岡、秋田、福島、YS横浜、相模原、藤枝、沼津、奈良、鳥取、鹿児島、琉球
- ライセンス不交付（1クラブ） - 八戸

### 2016年

#### 2017シーズンJ1・J2ライセンス
2016年9月28日、Jリーグは2017シーズンのクラブライセンスのうち、J1・J2のライセンスについて、クラブライセンス交付第一審機関（FIB）による審査結果を発表した。J1・J2ライセンスの申請を行ったのはJ3の6クラブを含む46クラブ（前年から2クラブ増）で、前年債務超過からJ2ライセンス申請を見送ったガイナーレ鳥取と、新たに鹿児島ユナイテッドFCが申請を行っている。このほか、ブラウブリッツ秋田もJ2ライセンス申請の検討を行ったが、現段階では施設条件（スタジアム基準）をクリアできる見込みがない状況と判断し、申請を見送った。
申請した46クラブのうち鹿児島を除く45クラブにライセンスが交付された。新スタジアムの完成する北九州、スタジアム改修とクラブハウス新設を行う山口、トレーニング施設とクラブハウスの新設を行う群馬が新たにJ1ライセンスを取得（群馬は前年のJ2ライセンスからの復帰） し、J1ライセンスは40クラブが取得、J2ライセンスは昨年申請見送りとなった鳥取を含めた5クラブに交付されることとなった。また、「判定に付帯する経営上の是正通達」に該当するクラブはなかった。
一方、鹿児島については、ホームスタジアムである鹿児島県立鴨池陸上競技場がJ2ライセンス基準を満たさないとの理由から「ライセンス不交付」との判定となった（J1・J2のクラブライセンス制度導入後、不交付の判定となったクラブは初めて）。これについて、鹿児島は記者会見の席上で「（2020年の燃ゆる感動かごしま国体に向けた改修工事のため）ホームスタジアムにおいてホームゲームの80％以上を開催できることが書面で合意されていない」点と「（改修工事に伴い2016年にメインスタンドが使用不可になるため）シーズン中を通して観客席10,000人を常時満たすことが確約できない」点が問題視され、クラブライセンス不交付の判定に至った、と説明している。
- J1ライセンス（40クラブ） - 札幌、仙台、山形、鹿島、群馬、栃木、浦和、大宮、千葉、柏、FC東京、東京V、川崎、横浜FM、横浜FC、湘南、甲府、松本、新潟、富山、金沢、清水、磐田、名古屋、岐阜、京都、G大阪、C大阪、神戸、岡山、広島、山口、徳島、愛媛、福岡、北九州、鳥栖、長崎、熊本、大分
- J2ライセンス（5クラブ） - 水戸、町田、長野、鳥取、讃岐
- ライセンス不交付（1クラブ） - 鹿児島

なお、ホームスタジアムのトイレの数および屋根のカバー率に関するB等級基準を満たしていないクラブが31クラブあるが、このうち10クラブは「60%ルール」、または「スタジアム新設ルール」の制裁基準に基づいて制裁対象外、他21クラブは制裁対象（書類提出他）となった。
- 制裁対象クラブ
  - トイレ数不足 - C大阪[注 13]
  - 屋根のカバー率不足 - 栃木、群馬、大宮、柏、町田、横浜FC[注 14]、湘南、甲府、松本、富山、磐田、C大阪[注 19]、愛媛
  - トイレ数・屋根のカバー率不足 - 山形、金沢、清水、名古屋[注 15]、鳥取、岡山、広島、讃岐

#### 2017シーズンJ3ライセンス
全体のJ3ライセンス審査結果公表を前に、Jリーグは2016年9月20日に「J3入会を希望するクラブ」を対象としたJ3ライセンス申請の審査結果を公表した。前年まで不交付となった八戸を含む3クラブがJ3ライセンス交付判定となったが、東京武蔵野シティFCについては、本拠地となる武蔵野陸上競技場が、J3ライセンス基準を満たしていないとして、J3ライセンス不交付とした。
2016年10月12日にはJ3リーグ参戦中のクラブに対するJ3ライセンス申請の審査結果 が公表され、J2以上のライセンスを取得した5クラブを除く8クラブのうち、「経営状況を中心に引き続き事実確認を行っている」として次回（11月）の理事会まで継続審議となった盛岡を除く7クラブ（J2ライセンス不交付の鹿児島を含む）にJ3ライセンス交付判定が行われた。その後11月の理事会で盛岡に対するJ3ライセンス交付が承認された。
- J3ライセンス交付（11クラブ） - 八戸、秋田、盛岡、福島、YS横浜、相模原、藤枝、沼津、奈良、鹿児島、琉球
- ライセンス不交付（1クラブ） - 武蔵野

### 2017年

#### 2018シーズンJ1・J2ライセンス
2017年9月26日、Jリーグは2018シーズンのクラブライセンスのうち、J1・J2のライセンスについて、クラブライセンス交付第一審機関（FIB）による審査結果を発表した。J1・J2ライセンスの申請を行ったのはJ3の7クラブを含む47クラブで、新たにFC琉球が申請を行っている。このほか、ブラウブリッツ秋田もJ2ライセンス申請の検討を行ったが、現段階では施設条件（スタジアム基準）をクリアできる見込みがない状況と判断し、申請を見送った。
申請した47クラブ全てにライセンスが交付された。前年施設条件（スタジアム基準）をクリアできずJ2ライセンス不交付となった鹿児島も、スタジアム改修を行った結果、琉球共々新たにJ2ライセンスを取得し、J1ライセンスは40クラブ、J2ライセンスは7クラブに交付されることとなった。なお、琉球に対しては「判定に付帯する経営上の是正通達」を行っている。
- J1ライセンス（40クラブ） - 札幌、仙台、山形、鹿島、栃木、群馬、浦和、大宮、千葉、柏、FC東京、東京V、川崎、横浜FM、横浜FC、湘南、甲府、松本、新潟、富山、金沢、清水、磐田、名古屋、岐阜、京都、G大阪、C大阪、神戸、岡山、広島、山口、徳島、愛媛、福岡、北九州、鳥栖、長崎、熊本、大分
- J2ライセンス（7クラブ） - 水戸、町田、長野、鳥取、讃岐、鹿児島、琉球

なお、ホームスタジアムのトイレの数および屋根のカバー率に関するB等級基準を満たしていないクラブが31クラブあるが、このうち10クラブは「60%ルール」、または「スタジアム新設ルール」の制裁基準に基づいて制裁対象外、他21クラブは制裁対象（書類提出他）となった。
- 制裁対象クラブ
  - トイレ数不足 - 該当無し
  - 屋根のカバー率不足 - 山形、栃木、群馬、大宮、柏、町田、横浜FC[注 14]、湘南、甲府、松本、富山、磐田、名古屋[注 15]、鳥取、愛媛、鹿児島
  - トイレ数・屋根のカバー率不足 - 金沢、清水、岡山、広島、讃岐

#### 2018シーズンJ3ライセンス
全体のJ3ライセンス審査結果公表を前に、Jリーグは2017年9月28日に「J3入会を希望するクラブ」を対象としたJ3ライセンス申請の審査結果を公表した。前年に引き続き申請した3クラブに加え、この年JFLに昇格したFC今治を加えた4クラブが申請を行い、3クラブがJ3ライセンス交付判定となったが、武蔵野については、前年同様、本拠地となる武蔵野陸上競技場が、J3ライセンス基準を満たしていないとして、J3ライセンス不交付とした。
2017年10月24日にはJ3リーグ参戦中のクラブに対するJ3ライセンス申請の審査結果 が公表され、J2以上のライセンスを取得した7クラブを除く7クラブ全てにJ3ライセンス交付判定が行われた。
- J3ライセンス交付（10クラブ） - 八戸、秋田、盛岡、福島、YS横浜、相模原、藤枝、沼津、奈良、今治
- ライセンス不交付（1クラブ） - 武蔵野

### 2018年

#### 2019シーズンJ1・J2ライセンス
2018年9月27日、Jリーグは2019シーズンのクラブライセンスのうち、J1・J2のライセンスについて、クラブライセンス交付第一審機関（FIB）による審査結果を発表した。J1・J2ライセンスの申請を行ったのはJ3の8クラブを含む48クラブで、新たにブラウブリッツ秋田が申請を行っている。
申請した48クラブ全てにライセンスが交付された。長年J1ライセンスを取得できなかった水戸は優先利用できる天然芝練習場とクラブハウスが確保できたことから、成績面でJ1昇格条件を満たした場合に本拠地を笠松運動公園陸上競技場とした上でシーズンオフで実施可能な改修工事を行う（成績要件を満たせない場合は従前通りケーズデンキスタジアム水戸を本拠地とする）前提でJ1ライセンスを申請。また、前年施設条件（スタジアム基準）をクリアできずJ2ライセンスを申請しなかった秋田も、本拠地を秋田市八橋運動公園陸上競技場に変更した上で改修工事を行う計画でJ2ライセンスを申請。その結果、水戸は条件付き ながらJ1ライセンスを、秋田はJ2ライセンスを取得し、J1ライセンスは41クラブ、J2ライセンスは7クラブに交付されることとなった。なお、水戸は2018シーズンJ2最終順位が10位とJ1昇格要件対象外となったことから「J1昇格のための順位要件を充足できずスタジアムの短期改修工事を行わないことが確定したこと」でJ1ライセンスの解除条件となり、J2ライセンスに変更された。なお、琉球に対しては「判定に付帯する経営上の是正通達」を行っている。
- J1ライセンス（41クラブ→40クラブ） - 札幌、仙台、山形、（水戸、）鹿島、栃木、群馬、浦和、大宮、千葉、柏、FC東京、東京V、川崎、横浜FM、横浜FC、湘南、甲府、松本、新潟、富山、金沢、清水、磐田、名古屋、岐阜、京都、G大阪、C大阪、神戸、岡山、広島、山口、徳島、愛媛、福岡、北九州、鳥栖、長崎、熊本、大分
- J2ライセンス（7クラブ→8クラブ） - 秋田、水戸（条件付きJ1ライセンス→J2ライセンスに変更）、町田、長野、鳥取、讃岐、鹿児島、琉球

なお、ホームスタジアムのトイレの数および屋根のカバー率に関するB等級基準を満たしていないクラブが34クラブあるが、このうち11クラブは「60%ルール」、または「スタジアム新設ルール」の制裁基準に基づいて制裁対象外、他23クラブは制裁対象（書類提出他）となった。
- 制裁対象クラブ
  - トイレ数不足 - 該当無し
  - 屋根のカバー率不足 - 山形、栃木、群馬、大宮、柏、町田、横浜FC[注 14]、湘南、甲府、松本、富山、磐田、名古屋[注 15]、鳥取、広島、愛媛、鹿児島
  - トイレ数・屋根のカバー率不足 - 秋田、水戸[注 21]、金沢、清水、岡山、讃岐

#### 2019シーズンJ3ライセンス
全体のJ3ライセンス審査結果公表を前に、Jリーグは2018年9月25日に「J3入会を希望するクラブ」を対象としたJ3ライセンス申請の審査結果を公表した。前年申請した4クラブの内、武蔵野を除く3クラブが引き続き申請を行い、申請を行った3クラブ全てにJ3ライセンス交付判定となった。武蔵野については、現時点で財務基準およびスタジアムの施設基準（芝生席の安全性の充実等）が充足しておらず、申請をしても今年は交付されないことが確定的であるとして今回は申請を見合わせている。
2018年10月25日にはJ3リーグ参戦中のクラブに対するJ3ライセンス申請の審査結果 が公表され、J2以上のライセンスを取得した8クラブを除く6クラブ全てにJ3ライセンス交付判定が行われた。
- J3ライセンス交付（9クラブ） - 八戸、盛岡、福島、YS横浜、相模原、藤枝、沼津、奈良、今治

### 2019年

#### 2020シーズンJ1・J2ライセンス
2019年9月27日、Jリーグは2020シーズンのクラブライセンスのうち、J1・J2のライセンスについて、クラブライセンス交付第一審機関（FIB）による審査結果を発表した。前年同様、J3の8クラブを含む48クラブがJ1・J2ライセンスの申請を行い、申請した48クラブ全てにライセンスが交付された。今回は「判定に付帯する経営上の是正通達」の対象となったクラブはなかった。
前年J2ライセンスとなった8クラブのうち、水戸は前年同様、成績面でJ1昇格条件を満たした場合に本拠地を笠松運動公園陸上競技場とした上でシーズンオフで実施可能な改修工事を行う（成績要件を満たせない場合は従前通りケーズデンキスタジアム水戸を本拠地とする）前提でJ1ライセンスを申請し、これが認められ条件付きのJ1ライセンス交付となった。また、町田・鹿児島・琉球は、2018年改定で新たに加わった「施設基準の例外規定（町田は3年以内の改修工事の竣工、鹿児島・琉球は5年以内のスタジアムの新設）」適用申請を提出しており、この要件に基づくJ1ライセンス発給となった。
- J1ライセンス (44クラブ→43クラブ) - 札幌、仙台、山形（、水戸）、鹿島、栃木、群馬、浦和、大宮、千葉、柏、FC東京、東京V、町田†、川崎、横浜FM、横浜FC、湘南、甲府、松本、新潟、富山、金沢、清水、磐田、名古屋、岐阜、京都、G大阪、C大阪、神戸、岡山、広島、山口、徳島、愛媛、福岡、北九州、鳥栖、長崎、熊本、大分、鹿児島†、琉球†
- J2ライセンス (4クラブ→5クラブ) - 秋田、水戸 (条件付きJ1ライセンス→J2ライセンスに変更)、長野、鳥取、讃岐

また併せて、B等級の「トイレ・屋根の敷設率」の未充足にあたるスタジアムについても公表され、各スタジアムのトイレの洋式化が進んだ結果、トイレ数のみが未充足であるクラブがなくなり、FC東京・東京V（味の素スタジアム）、横浜FM（日産スタジアム）は基準を100%充足、金沢（石川県西部緑地公園陸上競技場）、清水（IAIスタジアム日本平）、讃岐（Pikaraスタジアム）は「60%ルール」を充足したものとみなされた。そのほかは以下の通り
- 屋根のカバー率のみ不足 - 山形、栃木、群馬、大宮、柏、横浜FC[注 14]、湘南、甲府、松本、富山、清水、磐田、名古屋[注 15]、鳥取、広島、愛媛、鹿児島、琉球
- トイレ・屋根のいずれもが不足 - 秋田、水戸[注 21]、金沢、岡山

#### 2020シーズンJ3ライセンス
全体のJ3ライセンス審査結果公表を前に、Jリーグは2019年9月25日に「J3入会を希望するクラブ」を対象としたJ3ライセンス申請の審査結果を公表した。前年申請した奈良と今治に加え、2年前まで申請を行っていた武蔵野と、同年にJリーグ百年構想クラブとなったばかりのラインメール青森FC・テゲバジャーロ宮崎が新たに申請を行った。しかし宮崎は児湯郡新富町に建設中の新本拠地となるスタジアムについて、2020年3月に予定していた完成が大幅に遅れ、2020年の開幕に間に合わないことから今回の申請を取り下げており、最終的には申請を行った4クラブ全てにJ3ライセンス交付判定となった。なお、武蔵野については、2018年改定で新たに加わった「施設基準の例外規定（5年以内のスタジアムの新設）」適用申請を提出しており、この要件に基づくライセンス発給となったが、J3昇格の当時の必要案件の一つだった「JFLにおけるホームゲーム1試合平均2000人以上」をクリアできなかったため（成績案件はJFL4位、かつ百年構想クラブの内輪で2番目だったのでクリアしていたが）、J3昇格を断念している。
2019年10月24日には、J3リーグ参戦中のクラブに対するJ3ライセンス申請の審査結果 が公表され、J2以上のライセンスを取得した8クラブを除く7クラブ全てにJ3ライセンス交付判定が行われた。
- J3ライセンス交付（11クラブ） - 青森、八戸、盛岡、福島、武蔵野†、YS横浜、相模原、藤枝、沼津、奈良、今治

### 2020年
このシーズンは新型コロナウイルス (COVID-19) 感染症による影響拡大により、クラブの財務状況への影響が大きいことを考慮し、ライセンス交付判定及び取消判定において、各クラブが19年度決算および20年度決算において当期純損失を計上しもしくは純資産がマイナス（債務超過）となった場合でも、それが、新型コロナウイルスによる影響であると認められる場合には、ライセンス不交付（または取消）の基準となる「3期以上連続で当期純損失を計上した場合」とみなさない（純損失及び債務超過を2021年度決算に持ち越さないことが前提）という特例が設けられた。また、「ホームゲーム数の80%以上をホームスタジアムで開催」についてもクラブの責めに帰さない事由により困難になるケースが発生する可能性が出たことから、2020年シーズンは適用しないことになった。

#### 2021シーズンJ1・J2ライセンス
2020年9月28日、Jリーグは2021シーズンのクラブライセンスのうち、J1・J2のライセンスについて、クラブライセンス交付第一審機関（FIB）による審査結果を発表した。J1・J2ライセンスの申請を行ったのはJ1・J2の40クラブとJ3の12クラブ（前年までの8クラブと、いわてグルージャ盛岡、SC相模原、藤枝MYFC、FC今治）が申請を行った。申請した52クラブ全てにライセンスが交付された。ただし、2019年度予算で大幅な赤字を計上した鳥栖に対しては「判定に付帯する経営上の是正通達」が行われ、20年度の予算進捗をリーグに定期的に報告、21年度の予算編成時にリーグに事前に説明する義務が課された。
前年J2ライセンスとなった5クラブのうち、水戸は新スタジアム建設計画を考慮した「施設基準の例外規定（5年以内のスタジアムの新設）」適用申請を提出しており、これが認められたことにより前年までの「解除条件付きJ1ライセンス」から「（通常の）J1ライセンス」が交付された。また、新たにJ2ライセンスを申請した岩手、相模原、藤枝、今治も同じくスタジアム新設・改修を前提とした「施設基準の例外規定」適用申請を提出しており、同様に承認された。なお、今治は同年シーズンで昇格のための順位要件を充足した場合にありがとうサービス. 夢スタジアムの照明改修工事を行うことを前提とした解除条件付きJ2クラブライセンスであった が、解除条件（順位要件充足せず、改修工事を実施しない）を充足したためJ3ライセンスに切り替えとなった。
また、この年は新型コロナウィルス感染拡大の影響を踏まえ「債務超過」および「3期以上の連続赤字」によるライセンス剥奪がなく、判定結果に直接は関係ないが、予算進捗・編成等について注意喚起がされたクラブが17クラブ（札幌、仙台、秋田、山形、水戸、東京V、湘南、相模原、長野、新潟、清水、磐田、C大阪、鳥取、山口、讃岐、熊本）あったことを公表。随時予算編成等に関するヒアリングが行われる。
- J1ライセンス (44クラブ) - 札幌、仙台、山形、鹿島、水戸†、栃木、群馬、浦和、大宮、千葉、柏、FC東京、東京V、町田、川崎、横浜FM、横浜FC、湘南、甲府、松本、新潟、富山、金沢、清水、磐田、名古屋、岐阜、京都、G大阪、C大阪、神戸、岡山、広島、山口、徳島、愛媛、福岡、北九州、鳥栖、長崎、熊本、大分、鹿児島†、琉球†
- J2ライセンス (8クラブ→7クラブ) - 岩手†、秋田、相模原†、長野、藤枝†、鳥取、讃岐（、今治†）

また併せて、B等級の「トイレ・屋根の敷設率」の未充足にあたるスタジアムについても以下の通り公表された。トイレ数のみが未充足であるクラブはない。
- 屋根のカバー率のみ不足 - 岩手、山形、栃木、群馬、大宮、柏、横浜FC[注 14]、湘南、相模原、甲府、松本、富山、清水、磐田、名古屋[注 15]、鳥取、岡山、広島、讃岐、愛媛、今治、鹿児島、琉球
- トイレ・屋根のいずれもが不足 - 秋田、金沢

#### 2021シーズンJ3ライセンス
全体のJ3ライセンス審査結果公表を前に、Jリーグは2020年9月15日に「J3入会を希望するクラブ」を対象としたJ3ライセンス申請の審査結果を公表した。前年申請した青森と奈良に加え、前年申請したものの取り下げた宮崎と、同年にJリーグ百年構想クラブとなったばかりのいわきFC、ヴィアティン三重、FC大阪が新たに申請を行った。申請を行った6クラブ全てにJ3ライセンス交付判定となった。なお、前年ライセンスが交付されていた武蔵野については、百年構想クラブから脱退し、ライセンス申請資格がない。
2020年10月13日には、J3リーグ参戦中のクラブに対するJ3ライセンス申請の審査結果 が公表され、J2以上のライセンスを取得した12クラブを除く4クラブ全てにJ3ライセンス交付判定が行われた。また、今治についてはJ2ライセンスが解除条件付きとなり、解除条件該当となった場合にJ3ライセンスが交付される判定となったが、最終的にJ2昇格のための順位要件を満たさなかったため改修工事が見送られ解除条件該当となり、J3ライセンスに変更となった。
- J3ライセンス（10クラブ→11クラブ） - 青森、八戸、福島、いわき、YS横浜、沼津、三重、奈良、FC大阪、今治（J2ライセンス解除条件充足→J3ライセンスに切り替え）、宮崎

### 2021年
この年も前年の財務基準の特例措置を継続し、「3期連続赤字」の算定は翌2022年度末を起算基準年とすることとされた。

#### 2022シーズンJ1・J2ライセンス
2021年9月29日、Jリーグは2022シーズンのクラブライセンスのうち、J1・J2のライセンスについて、クラブライセンス交付第一審機関（FIB）による審査結果を発表した。J1・J2ライセンスの申請を行ったのはJ1・J2の40クラブとJ3の15クラブ（前年までの12クラブと、ヴァンラーレ八戸・福島ユナイテッドFC・Y.S.C.C.横浜）の計55クラブで、福島を除く54クラブに対してJ1・J2のライセンスが交付された。
前年J2ライセンスとなった8クラブ（解除条件付きで付与された今治を含む）のうち、秋田がトレーニング施設について「施設基準の例外規定」適用申請を提出し、これが承認されてJ1ライセンスが付与された。また、新たに申請した八戸はスタジアム新設・改修を前提とした「施設基準の例外規定」適用申請を、YS横浜はトレーニング施設について「施設基準の例外規定」適用申請を提出し、いずれも承認されてJ2ライセンスが付与された。一方、福島については、保有する下部組織が活動を行っていないとして、J2ライセンス不交付となった。なお、今治については、前年同様に昇格のための順位要件を充足した場合にありがとうサービス. 夢スタジアムの照明改修工事を行うことを前提とした解除条件付きJ2クラブライセンスとなった。
- J1ライセンス (45クラブ) - 札幌、仙台、秋田†、山形、鹿島、水戸†、栃木、群馬、浦和、大宮、千葉、柏、FC東京、東京V、町田、川崎、横浜FM、横浜FC、湘南、甲府、松本、新潟、富山、金沢、清水、磐田、名古屋、岐阜、京都、G大阪、C大阪、神戸、岡山、広島、山口、徳島、愛媛、福岡、北九州、鳥栖、長崎、熊本、大分、鹿児島†、琉球†
- J2ライセンス (9クラブ) - 八戸†、岩手†、YS横浜†、相模原†、長野、藤枝†、鳥取、讃岐、今治†（解除条件付きJ2ライセンス）

また併せて、B等級の「トイレ・屋根の敷設率」の未充足にあたるスタジアムについても以下の通り公表された。トイレ数のみが未充足であるクラブはない。
- 屋根のカバー率のみ不足 - 八戸、岩手、山形、栃木、群馬、大宮、柏、横浜FC[注 14]、YS横浜[注 14]、湘南、相模原、甲府、松本、富山、清水、磐田、鳥取、岡山、広島、讃岐、愛媛、今治、鹿児島、琉球
- トイレ・屋根のいずれもが不足 - 秋田、金沢

なお、2021年度まで制裁対象の扱いとされていた次のクラブは、制裁が解除されている。
- 名古屋 - パロマ瑞穂スタジアムの改築工事により2021年度から試合に使用しないため
- C大阪 - ヨドコウ桜スタジアムの改築工事完了による
- 町田 - 町田GIONスタジアムのバックスタンドの増築工事完了による

#### 2022シーズンJ3ライセンス
全体のJ3ライセンス審査結果公表を前に、Jリーグは2021年9月29日に「J3入会を希望するクラブ」を対象としたJ3ライセンス申請の審査結果を公表した。前年申請した5クラブに加え、同年にJリーグ百年構想クラブとなったばかりの鈴鹿ポイントゲッターズが新たに申請を行い、申請を行った6クラブ全てにJ3ライセンス交付判定となった。なお、同年にJリーグ百年構想クラブとなったヴェルスパ大分はJ3規格のスタジアムの設置の見込みが立たないとして申請を見送っている。
2021年10月26日には、J3リーグ参戦中のクラブに対するJ3ライセンス申請の審査結果が公表され、J2以上のライセンスを取得した13クラブを除く3クラブ全てと（J2ライセンスが解除条件充足となった場合を考慮して）今治にJ3ライセンス交付判定が行われた。なお、鈴鹿は2022年に判明した不祥事により、同年6月に百年構想クラブの資格が失格となったため、事実上J3ライセンスも失格となっている。
- J3ライセンス（10クラブ） - 青森、福島、いわき、沼津、三重、鈴鹿、奈良、FC大阪、今治、宮崎

### 2022年

#### 2023シーズンJ1ライセンス
2023年度のJ1ライセンスは2022年9月27日に審査結果が発表され、2022年度のJ1所属18クラブを含む46クラブに対してJ1ライセンス発給が認められた。上記の通り、本年度からAFCライセンスへの互換はJ1ライセンスのみが対象となる。
このうち、新規にJ1ライセンスを取得したのは、スタジアムの新設の例外規定を受けての交付を受けた岩手の1クラブ。またB等級の未充足による制裁の対象となるクラブは、屋根の敷設率不足16、トイレと屋根双方の未充足が1。トイレ不足のみによる制裁対象クラブはなかった。また制裁免除8クラブのうち、トイレ60％ルールが5、スタジアムの新設、ないしはライセンス基準充足のための改修を条件としたものが3あった。また、ライセンス審査判定に付帯する財政面での是正通達は全46クラブすべてで行われなかった。
- J1ライセンス（46クラブ） - 札幌、岩手☨、仙台、秋田☨、山形、鹿島、水戸☨、栃木、群馬、浦和、大宮、千葉、柏、FC東京、東京V、町田、川崎、横浜FM、横浜FC、湘南、甲府、松本、新潟、富山、金沢、清水、磐田、名古屋、岐阜、京都、G大阪、C大阪、神戸、岡山、広島、山口、徳島、愛媛、福岡、北九州、鳥栖、長崎、熊本、大分、鹿児島☨、琉球☨

#### 2023シーズンJ2ライセンス
2023年度のJ2ライセンス審査結果は、2022年10月25日に発表され、9クラブに対してJ2ライセンス発給が承認された。
このうち、新規にJ2ライセンスを取得したのは、スタジアムの施設基準例外規定を準用して申請していた福島、いわき、今治の3チームとなった。なお、2022年度のJ2ライセンス取得クラブのうち、Y.S.C.C.横浜に関しては財務状況をより詳細に確認する必要があると判断、継続審議とされ同年11月22日の理事会で改めて審議を行ない、J2ライセンスが交付された。
- J2ライセンス（10クラブ） - 八戸☨、福島☨、いわき☨、YS横浜、相模原☨、長野、藤枝☨、鳥取、讃岐、今治☨

#### 2023シーズンJ3ライセンス
2023年度のJ3ライセンスのうち、日本フットボールリーグ所属のJリーグ百年構想クラブで、Jリーグ参入を希望するクラブを対象とした審査結果は2022年9月27日にJ1ライセンスと同時に発表され、申請のあった7クラブのうち、新宿を除く6クラブ（うち高知とV大分は新規交付）にJ3ライセンスが交付された。なお新宿については施設基準未充足によりライセンス不交付となった。
2022年10月25日には現在J3所属クラブに対するJ3ライセンスの審査結果が発表され、J2ライセンスを申請しなかった沼津と宮崎に交付された。
- J3ライセンス（8クラブ） - 青森、沼津、三重、FC大阪、奈良、高知、V大分、宮崎
- ライセンス不交付（1クラブ） - 新宿

### 2023年

#### 2024シーズンJ1ライセンス
2024年度のJ1ライセンス結果は、2023年9月26日に発表された。前年時点で当該年が対象となるJ1クラブライセンスが交付されていた46クラブに加えて、いわき・藤枝・讃岐の3クラブが新たにJ1ライセンスを申請、申請した全49クラブがJ1クラブライセンスを取得した。
B等級の未充足による制裁の対象となるクラブは、「屋根のみ不足」が18クラブ、トイレと屋根双方の未充足が前年に引き続きソユスタ（秋田）のみで、秋田に対してはスタジアム環境の抜本的な改善に向けた「2023年7月から2023年11月までの活動報告」「2024年活動計画」「2023年12月から2024年6月までの活動報告」の提出を求められている。
なお、水戸・金沢・琉球の3クラブに対してはスタジアムに関する施設基準の例外規定（5年以内の新設）、秋田に対してはトレーニング施設に関する施設基準の例外規定（3年以内の整備）、岩手・いわき・藤枝・鹿児島の4クラブに対してはこの両方の例外規定が適用されている。
- J1ライセンス（49クラブ） - 札幌、岩手☨、仙台、秋田☨、山形、いわき☨、鹿島、水戸☨、栃木、群馬、浦和、大宮、千葉、柏、FC東京、東京V、町田、川崎、横浜FM、横浜FC、湘南、甲府、松本、新潟、富山、金沢、清水、藤枝☨、磐田、名古屋、岐阜、京都、G大阪、C大阪、神戸、岡山、広島、山口、讃岐、徳島、愛媛、福岡、北九州、鳥栖、長崎、熊本、大分、鹿児島☨、琉球☨

#### 2024シーズンJ2ライセンス
2024年度のJ2ライセンス審査結果は、2023年10月24日に発表された。11クラブがJ2ライセンスを申請し、このうち10クラブにJ2ライセンス発給が承認された。
このうち、新規にJ2ライセンスを取得したのは、スタジアムの施設基準例外規定を準用して申請した沼津、奈良、宮崎の3チームで、八戸、福島、相模原、今治を含めた7クラブが施設基準例外規定適用となった。なお、相模原については猶予期間のカウントがスタートしており、本来であれば2023年6月末で「具体的な計画」の提出期限を迎えていたはずだったが、例外規定申請後の2年間（2020・2021年度）はCOVID-19の影響を大きく受けたと判断され、計画提出期限が2025年6月まで延長された。
FC大阪についてはJ2ライセンスを申請したが、申請時点で保有が必須とされた「アカデミーチーム（U-15チーム）」を保有しておらず（2023年度中に活動開始予定）、J2クラブライセンスは不交付とされた。一方でJ3クラブライセンス基準（U-18チームまたはU-15チームいずれかの保有）は充足しているため、J3クラブライセンスが交付されている。
- J2ライセンス（10クラブ） - 八戸☨、福島☨、YS横浜、相模原☨、沼津☨、長野、奈良☨、鳥取、今治☨、宮崎☨

#### 2024シーズンJ3ライセンス
2024年度のJ3ライセンスのうち、Jリーグ参入を希望するクラブを対象とした審査結果は2023年9月26日にJ1ライセンスと同時に発表され、申請のあった6クラブのうち、4クラブにJ3ライセンスが交付された。このうち、クリアソン新宿については施設基準に課題があるとされながらも、東京都区部をホームタウンとする特性を考慮されて特例的に新規ライセンス交付が認められた。なお、レイラック滋賀FCは施設基準、高知ユナイテッドFCは財務基準に関して確認が必要な事項が残っており、10月理事会では継続審議となった。その後の11月28日の理事会で、滋賀については仮設照明の設置によりスタジアム照明の照度基準を満たすことの確認が取れたとして、J3ライセンスが交付された。なお、同様に継続審議となっていた高知に関しては、J3ライセンス判定を辞退している。ただし、既にJ3に所属しているFC大阪を除くJ3ライセンスを取得したJFL5クラブ、並びに審査辞退した高知は、いずれも2023年シーズンの成績面でJ3昇格の規定要件を満たさなかった。
- J3ライセンス（6クラブ） - 青森、新宿†、三重、滋賀、V大分、FC大阪
- 審査辞退（1クラブ） - 高知

### 2024年
この年から、より効率的な制度運営を行うことを念頭に、J2ライセンスについてもクラブライセンス交付第一審機関（FIB）による審査に戻されるとともに、すべてのライセンスについて結果公表時期を統一した。

#### 2025シーズンJ1・J2ライセンス
2024年9月24日、Jリーグは2025シーズンのクラブライセンスのうち、J1・J2のライセンスについて、クラブライセンス交付第一審機関（FIB）による審査結果を発表した。J1クラブライセンスについては前年時点で当該年が対象となるJ1クラブライセンスが交付されていた49クラブから、J2クラブライセンスについては前年不交付となったFC大阪を含めた11クラブから申請があり、申請した全60クラブがそれぞれJ1・J2クラブライセンスを取得した。
前年から引き続き「施設基準の例外規定」適用を申請した14クラブ（J1ライセンス7クラブ、J2ライセンス7クラブ）に加え、新スタジアムをJ2基準の10,444人収容で整備した金沢が新たに「施設基準の例外規定」適用を申請し、J1ライセンスが認められた。秋田 や鹿児島、琉球については、新スタジアム計画の具体化が二転三転していることからクラブライセンス事務局らがJ1ライセンスの不交付の可能性に言及する事態となっていたが、「前年からは一定の進捗が確認できた」と判断され、ライセンス交付に至った。
なお、長野については「停止条件付きJ2ライセンス」の交付となったが、クラブ側からは「停止条件については年内を目途に解消予定」とのアナウンスがあった ものの、解除条件の詳細については明らかにされなかった。その後、2024年11月22日付けで長野が停止条件を充足しライセンス付与の効力が発生したことが発表され、その際にクラブ側から「継続的に安定したクラブ経営を行うための財務基準」が停止条件であったことが明らかにされている。また、YS横浜については「クラブの経営状況の変化により財務基準に抵触する懸念が生じた」ことから2024年9月24日にJリーグとFIBによる判定会議を開催し「J2クラブライセンスを保有することに問題はない」とした上で、予算進捗の定期報告など経営上の是正措置を通達したことが2024年11月25日付で発表された。
- J1ライセンス（49クラブ） - 札幌、岩手☨、仙台、秋田☨、山形、いわき☨、鹿島、水戸☨、栃木SC、群馬、浦和、大宮、千葉、柏、FC東京、東京V、町田、川崎、横浜FM、横浜FC、湘南、甲府、松本、新潟、富山、金沢☨、清水、藤枝☨、磐田、名古屋、岐阜、京都、G大阪、C大阪、神戸、岡山、広島、山口、讃岐、徳島、愛媛、福岡、北九州、鳥栖、長崎、熊本、大分、鹿児島☨、琉球☨
- J2ライセンス（11クラブ） - 八戸☨、福島☨、YS横浜、相模原☨、沼津☨、長野、FC大阪、奈良☨、鳥取、今治☨、宮崎☨

#### 2025シーズンJ3ライセンス
2025年度のJ3ライセンスの審査結果は2024年9月24日のJリーグ理事会で承認され、申請のあった7クラブ全てにJ3ライセンスが交付された。新たに栃木シティがJ3ライセンスが認められたほか、前年財務基準に関して継続審議の末に申請を辞退した高知にもJ3ライセンスが認められている。
なお、既存のJリーグクラブは今回すべてのクラブがJ2以上のライセンスを取得しており、今回J3ライセンスが承認されたクラブは、いずれもJリーグ参入を希望するJFL所属クラブである。
- J3ライセンス（7クラブ） - 青森、栃木C、新宿†、三重、滋賀、高知、V大分